# Сен-Пьер-де-Ривьер
Сен-Пьер-де-Ривье́р (фр. Saint-Pierre-de-Rivière) — коммуна во Франции, находится в регионе Юг — Пиренеи. Департамент коммуны — Арьеж. Входит в состав кантона Фуа-Рюраль. Округ коммуны — Фуа.
Код INSEE коммуны — 09273.

## Население
Население коммуны на 2008 год составляло 66 человек.
| 1962 | 1968 | 1975 | 1982 | 1990 | 1999 | 2008 |
| ---- | ---- | ---- | ---- | ---- | ---- | ---- |
| 323  | 318  | 349  | 418  | 463  | 564  | 665  |

## Экономика
В 2007 году среди 422 человек в трудоспособном возрасте (15—64 лет) 308 были экономически активными, 114 — неактивными (показатель активности — 73,0 %, в 1999 году было 74,4 %). Из 308 активных работали 294 человека (153 мужчины и 141 женщина), безработных было 14 (6 мужчин и 8 женщин). Среди 114 неактивных 37 человек были учениками или студентами, 60 — пенсионерами, 17 были неактивными по другим причинам.